# Interprovincial Championship 1991-92
El Interprovincial Championship de 1991-92 fue la cuadragésimo sexta edición del torneo de equipos provinciales de la Isla de Irlanda, es decir tanto de la República de Irlanda como de Irlanda del Norte.

## Sistema de disputa
El torneo se disputó en formato de todos contra todos, otorgando 2 puntos por el triunfo, 1 por el empate y 0 por la derrota. El equipo que obtuviera más puntos al final del campeonato era declarado campeón.

## Desarrollo
- Tabla de posiciones:[1]

| Pos. | Equipo         | Encuentros | Encuentros | Encuentros | Encuentros | Tantos | Tantos | Tantos | Puntos |
| Pos. | Equipo         | PJ         | PG         | PE         | PP         | F      | C      | Dif    | Puntos |
| ---- | -------------- | ---------- | ---------- | ---------- | ---------- | ------ | ------ | ------ | ------ |
| 1.º  | Ulster Rugby   | 3          | 2          | 1          | 0          | 69     | 53     | +16    | 5      |
| 2.º  | Munster Rugby  | 3          | 2          | 0          | 1          | 57     | 49     | +8     | 4      |
| 3.º  | Leinster Rugby | 3          | 1          | 0          | 2          | 48     | 51     | -3     | 2      |
| 4.º  | Connacht Rugby | 3          | 0          | 1          | 2          | 28     | 49     | -21    | 1      |

|  | Campeón. |

### Resultados
| 7 de diciembre de 1991 | Connacht | 9 - 15 | Munster |  |  |

| 7 de diciembre de 1991 | Leinster | 21 - 22 | Ulster |  |  |

| 14 de diciembre de 1991 | Leinster | 24 - 9 | Connacht |  |  |

| 14 de diciembre de 1991 | Ulster | 37 - 22 | Munster |  |  |

| 21 de diciembre de 1991 | Connacht | 10 - 10 | Ulster |  |  |

| 21 de diciembre de 1991 | Munster | 20 - 3 | Ulster |  |  |

| Bandera de Irlanda     |
| Campeón Ulster         |
| Vigésimo cuarto título |